# Hou Dejian
Hou Dejian 侯德健 (mandarin : Hou Dejian, cantonais : Hau Dak-gin), né le 1er octobre 1956 à Taiwan, est un chanteur et compositeur chinois. 
Depuis les années 1980, ses chansons sont populaires en Chine, Taiwan et Hong Kong. 
En 1978, Hou Dejian écrit une chanson 《龍的傳人》(Descendants of the Dragon).
En 1989, lors des Manifestations de la place Tian'anmen à Pékin il entame une grève de la faim en solidarité avec les étudiants, en compagnie de Liu Xiaobo (prix Nobel de la paix 2010) et de deux autres intellectuels, Zhou Duo et Gao Xin.

## Albums
《龍的傳人續篇》The Descendants of the Dragon II（1983年）
1. 《潮州人》"ChaoZhou People"
2. 《給新生代》"To New Generation"
3. 《龍的傳人續篇》"The Descendants of the Dragon II"
4. 《把自己唱出來》"Sing to Express Yourself"
5. 《好像》"As If"
6. 《高速公路》"High Way"

《新鞋子舊鞋子》New Shoes and Old Shoes（1984年）
1. "Well I Need To Be Alone"
2. 《趁你還年輕》"While You Are Still Young"
3. 《歌詞·一九八三》"Lyric 1983"
4. 《歸去來兮》"Come to Return"
5. 《你和我的明天》"Tomorrow of Yours and Mine"
6. 《我們都曾經年少》"We Are All Once Young"
7. 《新鞋子舊鞋子》"New Shoes and Old Shoes"
8. 《熊貓咪咪》"Panda Mimi"
9. 《就讓它像一首歌》"Let it be a Song"
10. 《酒干倘賣無》"Do You Still Have Liquor to Sell"
11. 《未來的主人翁》"The Masters of the Future"

《三十以後才明白》Only Understand it After 30 Years Old（1988年）
1. 《三十以後才明白》"Only Understand it After 30 Years Old"
2. 《一樣的》"The Same"
3. 《寂寞難耐》"Hard to Stand Being Alone"
4. 《我愛》"I Love"
5. 《出走》"Escape Away"
6. 《喂，老張》"Hi Old Zhang"
7. 《家》"Home"

《下去不》Get Off or Not（1990年）
1. 《下去不》"Get Off or Not"
2. 《一顆小小的石頭》"A Little Stone"
3. 《今天是什麼天氣》"What Weather Today"
4. 《漂亮的中國人》"Pretty Chinese People"
5. "To Dream The Broken Dream"
6. 《我們要活下去》"We Must Live On"
7. 《不是我們年紀小》"Not Because We Are Too Young"
8. 《龍的傳人》"The Descendants of the Dragon" (Long De Chuan Ren)
9. 《再梦一遍》"Dream Again"